# تیم ملی فوتبال برمودا
تیم ملی فوتبال برمودا نمایندهٔ کشور برمودا در مسابقات بین‌المللی است که زیر نظر فدراسیون فوتبال برمودا فعالیت می‌کند.
اولین بازی رسمی این تیم در تاریخ ۱۰ اوت ۱۹۶۴ میلادی در برابر تیم ملی فوتبال ایسلند برگزار شده‌است.